# Doumy
Doumy ist eine französische Gemeinde mit 327 Einwohnern (Stand 1. Januar 2022) im Département Pyrénées-Atlantiques in der Region Nouvelle-Aquitaine (vor 2016: Aquitanien). Die Gemeinde gehört zum Arrondissement Pau und zum Kanton Terres des Luys et Coteaux du Vic-Bilh (bis 2015: Kanton Thèze).
Die Bewohner werden Doumysiens oder Doumysiennes genannt.

## Geographie
Doumy liegt ca. 20 km nördlich von Pau in der Region Vic-Bilh in der historischen Provinz Béarn.
Umgeben wird Doumy von den Nachbargemeinden:
| Lonçon       | Séby Viven                                  |                 |
| Bournos      | Kompassrose, die auf Nachbargemeinden zeigt | Argelos         |
| Caubios-Loos | Sauvagnon                                   | Navailles-Angos |

Doumy liegt im Einzugsgebiet des Flusses Adour. Ein Zufluss des Luy de France, der Balaing, bildet die östliche Grenze zur Nachbargemeinde Argelos. Ein Zufluss des Balaing, der Ruisseau de Saint-Peyrus, entspringt wie auch ein weiterer Zufluss des Luy de France, der Riumayou, im Gebiet der Gemeinde. Ein Nebenfluss des Luy de Béarn, der Aubiosse, bildet die südliche Grenze zur Nachbargemeinde Sauvagnon.

## Geschichte
Der Fund von fünf Hügelgräbern auf dem Gebiet der Gemeinde bezeugt eine frühe Besiedelung. In der Antike führte eine Straße von Atura (Aire-sur-l’Adour) nach Beneharnum (Lescar). Der Grundherr von Doumy wurde 1096 erstmals erwähnt anlässlich der Einberufung des Vicomtes von Béarn und den zwölf wichtigsten Grundherren durch den Herzog der Gascogne, damit diese den Schutz der Abtei von Saint-Pé-de-Bigorre beeiden. Ein anderes Dokument belegt, dass im Jahre 1154 die Barone von Doumy und Gerderest an der Spitze einer Delegation von 120 Bearnern in Canfranc einen Treueeid gegenüber dem  König von Aragon Raimund Berengar IV. ablegten. Bei der Volkszählung im Jahre 1385 wurden in Doumy 21 Haushalte gezählt und die Zugehörigkeit zur Bailliage von Pau festgehalten. Zusammen mit der heutigen Nachbargemeinde Bournos bildete Doumy das neuntgrößte Baronat von Béarn. Im heutigen Ortsteil Saint-Peyrus existierte ein Laienkloster, Vasall des Vicomtes von Béarn.
Toponyme und Erwähnungen von Doumy waren:
- Dumi (1154, Pierre de Marcas Buch Histoire de Béarn),
- Domii (12. Jahrhundert, Kopialbuch des Bistums Lescar),
- Domium (1270, Kopialbuch des Schlosses von Pau),
- Dominium (1286, Register von Bordeaux),
- Domi (13. Jahrhundert, fors de Béarn, Manuskript des 14. Jahrhunderts),
- Sent Miguel de Domi (1487, Notare von Larreule) und
- Domin (1543, Manuskriptsammlung des 16. bis 18. Jahrhunderts).[3]

Auf der Karte von Cassini 1750 ist die Gemeinde als Domy, Saint-Peyrus als Saint-Peireux eingetragen. Doumy wurde während der Französischen Revolution 1793 weiterhin als Domy geführt, acht Jahre später während des Französischen Konsulats als Domy und schließlich seitdem als Doumy verwaltet.

### Einwohnerentwicklung
Nach Höchstständen der Einwohnerzahl in der ersten Hälfte des 19. Jahrhunderts von 350 Einwohnern reduzierte sich die Zahl bei kurzzeitigen Phasen der Erholung bis kurz nach dem Zweiten Weltkrieg auf 111 Einwohnern oder insgesamt um über zwei Drittel. Seitdem steigt sie wieder an und hat sich seitdem fast verdreifacht.
| Jahr      | 1962 | 1968 | 1975 | 1982 | 1990 | 1999 | 2006 | 2009 | 2022 |
| --------- | ---- | ---- | ---- | ---- | ---- | ---- | ---- | ---- | ---- |
| Einwohner | 123  | 125  | 129  | 152  | 174  | 185  | 234  | 267  | 327  |

## Sehenswürdigkeiten
- Pfarrkirche, gewidmet dem Erzengel Michael. Sie wurde im 11. oder 12. Jahrhundert erbaut, und einige Elemente der romanischen Architektur hat sie bis heute behalten. Das Eingangsportal und das Seitenschiff stammen aus dem 16. Jahrhundert, der Glockenturm aus dem 17. Jahrhundert. Im Jahre 1846 erfolgte ein Umbau. Ausstattungsgegenstände aus dem 18. und 19. Jahrhundert sind als nationale Kulturgüter registriert.[7]

- Kapelle Sainte-Quitterie, gewidmet der heiligen Quiteria. Mehrere Legenden ranken sich um das Leben der Schutzpatronin. Die westgotische Königstochter soll im 5. Jahrhundert in Toledo geboren und aus ihrem Elternhaus geflohen sein, als ihr Vater sie gegen ihren Willen verheiraten wollte. Sie hatte die Pyrenäen überquert, als ihre Verfolger in Lescar einen Arm abgeschlagen haben sollen. Am 22. Mai 478 soll sie dann in Doumy auch ihren anderen Arm verloren haben. Seitdem ist dieses Datum ein Gedenktag und die Kapelle ist bis heute das Ziel einer Wallfahrt an diesem Tag. Im Wald an der Grenze zur Nachbargemeinde Sauvignon ist sie zwischen dem 11. und dem 12. Jahrhundert möglicherweise an der Stelle einer früheren römischen Kultstätte errichtet worden.[8]

- Schloss von Doumy. Die ursprüngliche Burg ist wahrscheinlich im 11. Jahrhundert auf einem Erdhügel errichtet worden und war der Adelssitz der ersten Grundherren und Barone der Gemeinde. Die künstliche Erdaufschüttung ist im heutigen Schlosspark unter Sträuchern und Blumen noch zu erkennen. Ihr Höhe beträgt 4 m und Fläche der Plattform misst 4 bis 5 m im Durchmesser. Das Schloss ist zu Beginn des 18. Jahrhunderts erbaut worden. Seine Architektur ist gekennzeichnet durch neogotische Lukarne und eine prächtige Inneneinrichtung mit Holztäfelung und Kaminen. Von 1725 bis zum Vorabend der Französischen Revolution war das Schloss im Besitz der Familie Courrège. Zwischen 1923 und 1930 war Étienne Balsan der Besitzer, ein Industrieller, der am Anfang des 20. Jahrhunderts mit Coco Chanel liiert war.[9][10]

## Wirtschaft und Infrastruktur
Die Landwirtschaft ist einer der wichtigsten Wirtschaftsfaktoren der Gemeinde.

### Bildung
Die Gemeinde verfügt über eine öffentliche Vorschule mit 52 Kindern im Schuljahr 2016/2017.

### Verkehr
Die Gemeinde ist erreichbar über die Routes départementales 40, 206 und 208 und ist über eine Linie des Busnetzes Transports 64 mit anderen Gemeinden des Départements verbunden.
Die Autoroute A65, genannt Autoroute de Gascogne, durchquert das Gemeindegebiet, allerdings ohne direkte Ausfahrt zum Ort.